# Areteus din Capadocia
Areteus din Capadocia (alte variante: Areteu, Aretaios) a fost unul dintre cei mai celebri medici greci antici.

## Biografie
Informațiile privind viața sa sunt foarte puține și nesigure. Se pare că și-a practicat meseria în perioada lui Nero (adică 37 - 68 d.Hr.) sau Vespasian (69 - 79).

## Contribuții
Areteus este printre primii care realizează o descriere a unor maladii ca: diabetul, afecțiuni pulmonare (pleurezie, astm bronșic, pneumonie, ftizie), difterie, dizenterie, icter, tetanos și epilepsie. A fost printre primii care a realizat distincția dintre paralizia spinală și cea cerebrală. Toate acestea dovedesc că a fost un ager observator și un clinician preocupat în permanență să descopere mecanismele producerii îmbolnăvirilor.

### Concepții medicale
Areteus are ca punct de pornire învățăturile lui Hippocrate dar ajunge să-l contrazică pe "părintele medicinei" în anumite chestiuni.
Areteus a aparținut curentului pneumatiștilor.
Caracterul umanist al concepțiilor sale se poate observa și la modul în care privea bolile psihice. Astfel Areteus considera că nu toți pacienții cu astfel de suferințe pot avea și deficiențe intelectuale.

### Scrieri
A scris un tratat asupra bolilor, care din fericire s-a păstrat până astăzi (cu excepția câtorva capitole), fiind una dintre cele mai valoroase vestigii ale antichității. Tratatul sintetizează cunoștințele de patologie ale înaintașilor, adăugând abundente completări și puneri la punct în probleme din cele mai obscure și controversate la acea epocă,  dovedind o mare acuratețe în descrierea detaliilor simptomatice, în precizarea diagnosticului și a caracterului bolilor. 
Tratatul conține patru mari părți, fiecare constând în două volume:
- De causis et signis acutorum morborum
- De causis et signis diuturnorum morborum
- De curatione acutorum morborum
- De curatione diuturnorum morborum

Lucrarea a fost publicată în diverse ediții printre care:
| An de apariție | Orașul | Editor(i)                  | Limba  |
| -------------- | ------ | -------------------------- | ------ |
| 1552           | -      | JP Crassus, Rufus Ephesius | latină |
| 1554           | Paris  | J. Goupylus                | greacă |
| 1723           | Oxford | J. Wigam                   | latină |